# Давидов, Август Юльевич
А́вгуст Ю́льевич Дави́дов (15 [27] декабря 1823, Либава, Гробинский уезд, Курляндская губерния, Российская империя — 22 декабря 1885 [3 января 1886], Москва, Российская империя) — российский математик и механик, заслуженный профессор и декан  физико-математического факультета Московского университета; автор трудов по дифференциальным уравнениям с частными производными, определённым интегралам и применению теории вероятностей к статистике; президент Московского математического общества (1866—1885/1886). Также известен как автор школьных учебников по элементарной математике, многократно переиздававшихся с 1860-х по 1920-е годы.
Иногда встречаются другие варианты написания фамилии (Давыдов) и отчества (Юлиевич).
Братья:
- Иван Юльевич Давидов (Давыдов; 1824—1891), тайный советник, благотворитель[3], директор Александро-Мариинского приюта, автор работы «Об учреждениях для бедных детей и о способах оказания им помощи» (М., 1888).
- Карл Юльевич Давидов[4] (1838—1889), виолончелист-виртуоз, композитор, директор Санкт-Петербургской консерватории.[5]

## Биография
Из дворян. Родился в Курляндии в еврейской семье; его отец — доктор медицины Юлиус Петрович Давидов (1804—1870), окончивший Дерптский университет. Служил врачом при первом благородном пансионе Киевской Первой гимназии, затем семья переехала в Москву.

### Образование

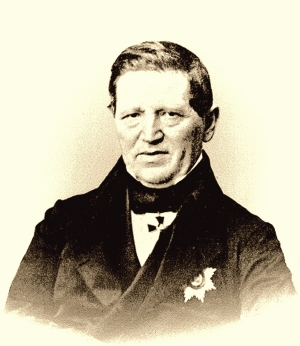
Н. Д. Брашман

Первоначальное образование получил дома. В 1839 году переехал в Москву, где отец получил место врача в Николаевском сиротском институте, и некоторое время учился в старших классах Института для обер-офицерских детей при Императорском Московском воспитательном доме.
В 1841 году был зачислен на физико-математическое отделение философского факультета Московского университета своекоштным студентом, где занимался под руководством профессора Н. Д. Брашмана. В 1845 году за студенческое сочинение «О бесконечно малых движениях» А. Давидов получил золотую медаль Московского университета; в том же году кандидатом окончил курс, после чего был оставлен в университете и продолжал занятия математикой под руководством Брашмана. В 1848 году получил степень магистра математики (а впоследствии и Демидовскую премию Петербургской академии наук) за сочинение «Теория равновесия тел, погружённых в жидкость».

### Преподавательская деятельность
До начала преподавания в университете некоторое время работал учителем математики в кадетском корпусе. В 1850 году начал в качестве адъюнкта чтение лекций на физико-математическом отделении Московского университета по математической теории вероятностей. В 1851 году защитил докторскую диссертацию «Теория капиллярных явлений» («Русский биографический словарь» указывает, что докторскую степень автору доставило сочинение «Определение вида поверхности жидкости, заключённой в сосуде», ставшее частью «Теории капиллярных явлений»); диссертация была удостоена половинной Демидовской премии.
В 1853 году был назначен экстраординарным профессором по кафедре прикладной математики. С 1859 года был ординарным профессором с чином коллежского советника — читал: Предварительный курс механики, Математическую теорию вероятностей и Физическую астрономию.
В 1860 году занял должность инспектора над частными учебными заведениями и в качестве общественной деятельности активно занялся вопросами преподавания математических наук в средних учебных заведениях. В 1862 году стал членом Попечительского совета Московского учебного округа и оставался в нём до конца своей жизни. Принимал участие в организации при Политехническом музее педагогического отдела по начальному образованию, в составлении программ по математике для абитуриентов. По его инициативе в журнале «Математический сборник» появился специальный раздел для учителей.
Наибольшей же заслугой А. Давидова в деле начального и среднего образования стало написание им школьных учебников по математическим предметам, в которых он излагал теоретический материал в тесной увязке с практическими вопросами, использовал в качестве примеров исторические данные, применял наглядные доказательства.
Эти учебники, по общему признанию, были очень высокого качества; подтверждением может служить тот факт, что они выдержали несколько десятков изданий и регулярно переиздавались в течение десятков лет, практически не подвергаясь переработке.
К примеру, 
- «Элементарная геометрия в объёме гимназического курса» выдержала 39 изданий. Этот учебник издавался в течение шестидесяти лет и послужил основой для «Элементарной геометрии» Киселёва, ставшей единственным учебником по геометрии советской средней школы на многие годы.
- «Начальная алгебра» — 24 издания, причём два последних переиздания этих двух учебников состоялись уже при советской власти, в 1918 году и 1922 году[6].

В 1862 году перешёл на кафедру чистой математики и заведовал ею до конца своей службы в университете. В 1864 году им был создан новый курс теории аналитических функций, который читал до 1869 года (после него этот курс стал читать его ученик Николай Васильевич Бугаев).
Известно, что А. Давидов оказал большое влияние на Н. Е. Жуковского, который в 1864—1868 годах учился в Московском университете; «отец русской авиации» посвятил два специальных очерка разбору работ своего учителя.
С 1875 года А. Давидов — заслуженный профессор Московского университета.

### Научно-организационная деятельность
В 1863 году был впервые избран на должность декана физико-математического факультета и занимал её до 1873 года, второй раз на эту должность был избран в 1878 году и занимал её до 1880 года.
Также в разные годы занимал посты вице-президента, и затем и президента Общества любителей естествознания, президентом Императорского Русского общества акклиматизации животных и растений. Член Московского общества исследователей природы.

## Семья
- Жена — Мария Петровна, Давидова (урожд. Моллер; 1838—1906). Внучка (по линии матери) графа Н.П.Панина.
- Сын — Иван Августович Давидов (1861—1906), композитор, автор романсов. Автор очерка о жизни и творчестве Бетховена для соответствующего тома из серии «Биографическая библиотека», которая издавалась во второй половине XIX века. Похоронен на Никольском кладбище в Санкт-Петербурге.  Жена — Лидия Михайловна Давыдова, урожденная Мамчич (1865–1943), писательница, автор воспоминаний, внучка А. Н. Еракова[9].  Их дочь — Наталья Ивановна Потресова-Яблоновская (1897— 1978), писательница. В эмиграции жила во Франции. Член эмигрантского Союза русских писателей и журналистов, печаталась в журналах «Новоселье», «Новый журнал», в газете «Русская мысль»; в 1945 году вышла замуж за известного журналиста и театрального критика Сергея Яблоновского-Потресова. Похоронена на кладбище Сент-Женевьев-де-Буа.
- Дочь — Мария Августовна Давыдова (в замуж. Шелли; 1863—1943, Лобез) — русская писательница, поэтесса, музыкальный критик[10]. Автор биографий Моцарта, Шумана и Мейербера.
- Сын — Алексей Августович Давидов, композитор, предприниматель.
- Дочь — Вера Августовна Давидова (1873—1958, Сан-Франциско). Ее муж — Г.Ланг. В 1917 году вместе с сыном уехала сначала в Финляндию, затем в Германию. Сын — Ланг, Антон Георгиевич [англ.] (англ. Anton Lang; 1913, Петербург—1996, Оксфорд, шт. Огайо, США),  американский естествоиспытатель, физиолог растений, биохимик, биолог, член Национальной академии наук США и Леопольдина (Германия). Окончил Берлинский университет в 1939 году (его научным руководителем была Элизабет Шиман), работал в Институте кайзера Вильгельма, в институте Макса Планка, в 1949 году вместе с женой и матерью переехал в США.
- Сын его двоюродной сестры Сары Давидовой (в замужестве Гессельберг, 1848—1915) — американский пианист и композитор Эдуард Григорьевич Хессельберг (1870—1935), отец киноактёров Мелвина Дугласа и Джорджа Дугласа, прадед актрисы Илеаны Дуглас[11].

## Московское математическое общество
Московское математическое общество возникло как научный кружок преподавателей математики (большей частью из Московского университета), объединившихся вокруг профессора физико-математического факультета Московского университета Н. Д. Брашмана. Первое заседание общества состоялось 27 (15) сентября 1864. Брашман был избран первым президентом общества, вице-президентом — Давидов. В 1866 году, после смерти Брашмана, президентом Общества был избран Давидов; он оставался на этом посту до самой смерти, то есть в течение двадцати лет. Поскольку официальное утверждение устава Общества состоялось только в 1867 году, в некоторых источниках указано, что Давидов — первый президент Московского математического общества.

## Научные работы
Работы Давидова относятся как к математике (теория уравнений с частными производными, теория определённых интегралов, применение теории вероятностей к решению задач статистики), так и к механике (гидродинамике, теории равновесия плавающих тел, исследование связи между теорией капиллярных явлений и общей теории равновесия).
Некоторые работы по математике:
- Приложение теории вероятностей к статистике.
- Приложение теории вероятностей к медицине.
- Уравнения с частными дифференциалами какого-нибудь порядка // Матем. сб., 1866, 1:1, 351—390.
- Элементарный вывод формулы {\displaystyle e^{m{\sqrt {-1}}}=\cos m+\sin m{\sqrt {-1}}} // Матем. сб., 1867, 2:1, 20—25.
- О геометрическом представлении эллиптических функций первого вида // Матем. сб., 1867, 2:2, 129—142.
- Замечание об Абелевых функциях // Матем. сб., 1870, 4:4, 287—296.
- Об одной общей формуле в теории определённых интегралов // Матем. сб., 1882, 10:1, 3—29.

Некоторые работы по механике:
- Устройство и действие паровых машин.
- О наибольшем числе положений равновесия плавающей трёхгранной призмы.
- Теория равновесия тел, погружённых в жидкость.
- Единство мер и весов // Матем. сб., 1870, 4:3, 97—110.

Школьные учебники:
- Элементарная геометрия в объёме гимназического курса. — 1863.
- Начальная алгебра. — 1866.
- Руководство к арифметике. — 1870.
- Геометрия для уездных училищ. — 1873.
- Начальная тригонометрия. — 1877.
- Собрание геометрических задач. — 1888. Над этой книгой Давидов работал в самом конце своей жизни, а издана она была уже после его смерти.

## Личная библиотека
После смерти учёного вдова передала его книжное собрание в дар Московскому университету — всего около 1970 томов книг по математике. В настоящий момент эта библиотека хранится в Отделе редких книг и рукописей Научной библиотеки МГУ имени М. В. Ломоносова.

## Кончина
В июне 1885 года, после тридцати лет службы в Московском университете, А. Давидов вышел в отставку. В том же году, 22 декабря (по старому стилю), скончался. Похоронен на Введенском кладбище (3 уч.).
Его вдова учредила премию его имени, присуждавшуюся за выдающиеся работы в области математики. Среди лауреатов этой премии можно отметить будущего академика Н. Н. Лузина (1883—1950).